# Harri Haatainen
Harri Haatainen (ur. 5 stycznia 1978 w Lapua) – fiński lekkoatleta specjalizujący się w rzucie oszczepem.
W 1995 w węgierskim mieście Nyíregyháza zdobył srebrny medal mistrzostw Europy juniorów. Rok później, w Sydney, został wicemistrzem świata juniorów. Srebrny medalista światowych igrzysk wojskowych (Zagrzeb 1999). Bez powodzenia startował w igrzyskach olimpijskich w Sydney. Dwukrotny uczestnik mistrzostw świata - Sewilla 1999 (11. miejsce w finale z wynikiem 80,92) oraz Edmonton 2001 (uzyskał rezultat 81,43 i nie awansował do finału). W 2002 zajął dziewiątą lokatę w mistrzostwach Europy. Rekord życiowy: 86,63 (19 sierpnia 2001, Gateshead). 

## Progresja wyników
| Rok  | Wynik | Data        | Miejsce    | Uwagi                                                |
| ---- | ----- | ----------- | ---------- | ---------------------------------------------------- |
| 1995 | 81,46 | 5 marca     | Kajaani    | oszczep 700 g, wynik uzyskany podczas zawodów w hali |
| 1996 | 82,52 | 25 maja     | Leppävirta | były rekord świata juniorów, rekord świata 18-latków |
| 1997 | 80,16 | 4 września  | Kuortane   |                                                      |
| 1998 | 79,07 | 11 lipca    | Hyvinkää   |                                                      |
| 1999 | 83,02 | 31 lipca    | Göteborg   |                                                      |
| 2000 | 86,10 | 16 lipca    | Lapinlahti |                                                      |
| 2001 | 86,63 | 19 sierpnia | Gateshead  |                                                      |
| 2002 | 84,28 | 7 lipca     | Pihtipudas |                                                      |
| 2003 | 73,34 | 5 sierpnia  | Helsinki   |                                                      |
| 2004 | 72,16 | 31 lipca    | Vaasa      |                                                      |
| 2005 | 74,39 | 27 lipca    | Äänekoski  |                                                      |
| 2006 | 77,32 | 3 sierpnia  | Leppävirta |                                                      |
| 2007 | 80,88 | 22 sierpnia | Nokia      |                                                      |
| 2008 | 81,18 | 10 września | Ryga       |                                                      |
| 2009 | 81,22 | 31 sierpnia | Ruovesi    |                                                      |
| 2010 | 84,53 | 4 lipca     | Pihtipudas |                                                      |